# Ansonia endauensis
Espèce
Statut de conservation UICN

 NT  : Quasi menacé
Ansonia endauensis est une espèce d'amphibiens de la famille des Bufonidae.

## Répartition
Cette espèce est endémique de l'État de Johor en Malaisie péninsulaire. Elle a été découverte dans le parc national d'Endau-Rompin à 46 m d'altitude.

## Description
Les mâles mesurent jusqu'à 17,4 mm et les femelles jusqu'à 28,5 mm.

## Étymologie
Son nom d'espèce, composé de endau et du suffixe latin -ensis, « qui vit dans, qui habite », lui a été donné en référence au lieu de sa découverte.

## Publication originale
- Grismer, 2006 : A new species of Ansonia Stoliczka, 1870 (Anura: Bufonidae) from a lowland rainforest in southern peninsular Malaysia. Herpetologica, vol. 62, no 4, p. 466-475 (texte intégral).